# Ёмкость Минковского
Ёмкость Минковского — одно из обобщений длины кривой и площади поверхности на произвольные измеримые множества в геометрической теории меры,
Ёмкость обычно применяется для фрактальных границ областей в евклидовом пространстве, но имеет смысл в контексте общих метрических пространств с мерой.
Названа в честь Германа Минковского.

## Определение
Пусть {\displaystyle (X,\mu ,d)} метрическое пространство с мерой,
где {\displaystyle d} является метрикой на {\displaystyle X}, а {\displaystyle \mu } — это борелевская мера.
Для подмножества {\displaystyle A} в {\displaystyle X} и вещественного ε > 0, обозначим через
{\displaystyle A_{\varepsilon }=\{x\in X\,|\,d(x,A)<\varepsilon \}}
его замкнутую {\displaystyle \varepsilon }-окрестность.
Нижняя ёмкость Минковского коразмерности {\displaystyle k} определяется как нижний предел
{\displaystyle M_{*}(A)=\liminf _{\varepsilon \to 0}{\frac {\mu (A_{\varepsilon })-\mu (A)}{\varepsilon ^{k}}},}
и верхняя ёмкость Минковского коразмерности {\displaystyle k} как верхний предел
{\displaystyle M^{*}(A)=\limsup _{\varepsilon \to 0}{\frac {\mu (A_{\varepsilon })-\mu (A)}{\varepsilon ^{k}}}.}
Если {\displaystyle M^{*}(A)=M_{*}(A)}, то их общее значение называется ёмкостью Минковского коразмерности {\displaystyle k} A по мере μ, и обозначается {\displaystyle M(A)}.

## Свойства
- Если {\displaystyle A} есть замкнутое {\displaystyle n}-спрямляемое множество в {\displaystyle \mathbb {R} ^{n+k}}, то ёмкость Минковского {\displaystyle A} по отношению к объёму на {\displaystyle \mathbb {R} ^{n+k}} существует и совпадает с его {\displaystyle n}-мерной мерой Хаусдорфа с точностью до нормализации.